# Mariam Jambakur Orbeliani
Mariam Jambakur Orbeliani Illinskaya ( en georgiano: მარიამ ჯამბაკურ-ორბელიანი; 1852-1941) fue una noble georgiana, filántropa, educadora, figura pública y feminista.

## Biografía
La princesa Mariam Orbeliani era hija del poeta georgiano príncipe Vakhtang Orbeliani y de Ekaterina Illinskaya.  Mariam tenía un hermano, el príncipe Nikolai Orbeliani, que era jurista.  En 1870, Mariam completó sus estudios en los Cursos de Mujeres de Tbilisi y fue elegida para formar parte de la Escuela de la Nobleza Careteker Society. 

### Activismo social
En 1879, Orbeliani se convirtió en miembro fundadora de la Sociedad para la Promoción de la Alfabetización entre los georgianos. Durante treinta y tres años, dirigió la Sociedad de Mujeres Profesoras, cuyo objetivo principal era proteger los derechos de las maestras y la contratación de mujeres en instituciones educativas. Además, Orbeliani recaudó fondos para abrir la primera Escuela de Mujeres Georgianas en el país y fue parte de la Sociedad de Cuidado Infantil de Tbilisi.
En 1894, Orbeliani publicó la colección completa de poemas escritos por su padre, quien había muerto cuatro años antes. Orbeliani participó activamente en el movimiento para establecer la Universidad Estatal de Tbilisi (TSU) en 1918. El Centro Nacional de Manuscritos de Georgia mantiene un archivo dedicado a Orberliani, que contiene 1123 unidades de material sobre su biografía y actividades sociales, trabajos creativos y correspondencia. 

### Últimos años
Después de la unión forzada de Georgia a la Unión Soviética en 1921, Mariam continuó con su trabajo pedagógico y de traducción, pero al parecer fue marginada y gradualmente eliminada del activismo social. Murió en 1941 a los ochenta y nueve años de edad. 